# Nikolaï Karlovitch Krabbe
Pour les articles homonymes, voir Krabbe.
Nikolaï Karlovitch Krabbe (en russe : Николай Карлович Краббе), né le 19 septembre 1814 en Géorgie et mort le 3 janvier 1876, est un amiral de la Marine impériale de Russie, ministre de la Marine de 1860 à 1874.

## Biographie
Après l'obtention de son diplôme à l'Académie navale il rejoignit l'École du corps des cadets de la marine (1832), puis fut promu aspirant et intégra la Flotte de la Baltique, où il servit sur les frégates Betton, Oranienbaum et Kulm. De 1836 à 1837, il fut transféré en mer Caspienne et prit part à des opérations navales lors de la guerre du Caucase. Son courage lui valut le grade de lieutenant. En 1838, Krabbe fut nommé major-général de la Marine impériale de Russie et aide de camp du prince Menchikov.
En 1839, Krabbe fut envoyé en mer d'Azov afin d'organiser une expédition navale le long des côtes de la mer Noire, où il servit sous les ordres de l'amiral Lazarev alors commandant de la Flotte de la mer Noire. En 1842, promu capitaine-lieutenant, il fit partie de la mission russe en Perse dirigée par l'amiral Poutiatine. En 1847, il fut chargé de diriger une expédition navale afin d'explorer le delta du Syr-Daria. De retour en Russie, il rejoignit la Flotte de la mer Noire et, en 1853, il commanda une escadre sous les ordres de Serbryakov.
La même année, Krabbe fut promu aide de camp impérial et directeur-adjoint au Département de l'Inspection au Ministère de la Marine. En 1855, il devint directeur de même Département. Il reprit du service actif pendant la guerre de Crimée, puis, la guerre finie, retourna au Ministère de la Marine tout en travaillant au Département de l'Inspection. Il participa activement à l'équipement des navires qui furent bientôt basés dans le delta du fleuve Amour. Il créa la première base navale russe en Extrême-Orient sur l'océan Pacifique.
L'ascension de Krabbe fut rapide (en partie grâce à la protection du grand-duc Constantin, chef du Département de la marine impériale). Il fut promu en 1856, contre-amiral, en 1862 vice-amiral et en 1869 amiral. En 1860, Alexandre II le nomma ministre de la Marine, et il occupa ces fonctions pendant quatorze ans. Sa principale préoccupation fut la modernisation de la marine impériale de Russie, particulièrement l'artillerie de marine. Il joua également un grand rôle dans la construction de la fonderie d'acier Oboukhovsky à Saint-Pétersbourg (aujourd'hui OAO « GOZ Oboukhovsky Zavod ») pour la production de canons de marine. Il commença la modernisation de la flotte de navires en bois, il fit recouvrir les parois des navires et des voiliers équipés de moteurs ou à vapeur de plaques de métal. Il organisa également le voyage du grand-duc Alexis aux États-Unis. En 1873, il lui fut décerné l'Ordre de Saint-Vladimir (première classe).
Relevé de ses fonctions de ministre de la Marine en 1874, il fut nommé vice-amiral général.

### Décès
Nikolaï Karlovitch Krabbe mourut le 3 janvier 1876 au grade d'amiral et d'adjudant-général.

## Distinctions
- 1873 : Ordre de Saint-Vladimir (première classe)

## Sources
- (en) Cet article est partiellement ou en totalité issu de l’article de Wikipédia en anglais intitulé « Nikolay Karlovich Krabbe » (voir la liste des auteurs).